# Tiran Porter
Tiran Porter (Los Angeles, 26 settembre 1948) è un bassista, chitarrista e compositore statunitense.

## Biografia
È particolarmente conosciuto per essere stato un membro fondatore dei Doobie Brothers dal 1972 al 1980, e dal 1987 al 1992, contribuendo in maniera sostanziale al sound della band. Fu uno dei primi chitarristi ad utilizzare il fingerstyle.

## Equipaggiamento
- Fender Jazz Bass
- Rickenbacker

## Discografia

### Solista
- Playing to an Empty House, 1995